# Petra Ericsson
Petra Sofie Ericsson (Mölndal, 1 de junio de 1973) es una deportista sueca que compitió en tiro con arco, en las modalidades de arco recurvo y arco compuesto.
Ganó tres medallas de plata en el Campeonato Mundial de Tiro con Arco al Aire Libre, en los años 1989 y 1995, y tres medallas en el Campeonato Mundial de Tiro con Arco en Sala, en los años 1995 y 1997.
Además, obtuvo cuatro medallas en el Campeonato Europeo de Tiro con Arco al Aire Libre entre los años 1990 y 1998, y dos medallas de oro en el Campeonato Europeo de Tiro con Arco en Sala de 1996.

## Palmarés internacional
| Campeonato Mundial al Aire Libre | Campeonato Mundial al Aire Libre | Campeonato Mundial al Aire Libre | Campeonato Mundial al Aire Libre |
| Año                              | Lugar                            | Medalla                          | Prueba                           |
| -------------------------------- | -------------------------------- | -------------------------------- | -------------------------------- |
| 1989                             | Lausana (Suiza)                  | Medalla de plata                 | Equipo                           |
| Campeonato Europeo al Aire Libre |                                  |                                  |                                  |
| Año                              | Lugar                            | Medalla                          | Prueba                           |
| 1990                             | Barcelona (España)               | Medalla de plata                 | Equipo                           |
| 1998                             | Boé/Agen (Francia)               | Medalla de bronce                | Equipo                           |

| Campeonato Mundial al Aire Libre | Campeonato Mundial al Aire Libre | Campeonato Mundial al Aire Libre | Campeonato Mundial al Aire Libre |
| Año                              | Lugar                            | Medalla                          | Prueba                           |
| -------------------------------- | -------------------------------- | -------------------------------- | -------------------------------- |
| 1995                             | Birmingham (Reino Unido)         | Medalla de plata                 | Individual                       |
| 1995                             | Birmingham (Reino Unido)         | Medalla de plata                 | Equipo                           |
| Campeonato Mundial en Sala       |                                  |                                  |                                  |
| Año                              | Lugar                            | Medalla                          | Prueba                           |
| 1995                             | Birmingham (Reino Unido)         | Medalla de plata                 | Individual                       |
| 1995                             | Birmingham (Reino Unido)         | Medalla de plata                 | Equipo                           |
| 1997                             | Estambul (Turquía)               | Medalla de bronce                | Equipo                           |
| Campeonato Europeo al Aire Libre |                                  |                                  |                                  |
| Año                              | Lugar                            | Medalla                          | Prueba                           |
| 1996                             | Kranjska Gora (Eslovenia)        | Medalla de oro                   | Individual                       |
| 1996                             | Kranjska Gora (Eslovenia)        | Medalla de oro                   | Equipo                           |
| Campeonato Europeo en Sala       |                                  |                                  |                                  |
| Año                              | Lugar                            | Medalla                          | Prueba                           |
| 1996                             | Mol (Bélgica)                    | Medalla de oro                   | Individual                       |
| 1996                             | Mol (Bélgica)                    | Medalla de oro                   | Equipo                           |